# Jerzy Wasylewicz Tyszkiewicz
Jerzy (Jurii) Tyszkiewicz-Kalenicki herbu Leliwa (ur. 1518, zm. 1576 roku) – hrabia, wojewoda brzeskolitewski w 1566 roku, poseł wielki do Moskwy w 1565, marszałek hospodarski w 1558, dworzanin królewski od 1554. Starosta-dzierżawca wołkowyski od 1557, starosta wilkomierski i szereszowski.
Właściciel Berdyczowa i Łohojska, ordynat łohojski od 8 kwietnia 1567.
Był synem Wasyla Tyszkiewicza i jego pierwszej żony Aleksandry Czartoryskiej. Dwukrotnie żonaty. Po ślubie w 1547 z Hanną Kotowicz miał dwóch synów: Teodora Fryderyka i Marcina oraz trzy córki. Z drugiego małżeństwa zawartego ok. 1571 z Teodorą Wołłowiczówną pozostawił synów Piotra, Jana Eustachego, Aleksandra, a wg niektórych źródeł również Jerzego.
Na sejmie bielskim 1564 roku był świadkiem wydania przywileju bielskiego przez króla Zygmunta II Augusta. Jako przedstawiciel Wielkiego Księstwa Litewskiego podpisał akt unii lubelskiej 1569 roku.
Podpisał dyplom elekcji Henryka III Walezego. 